# Moneta aurea
"Moneta Aurea" to największy w Polsce konkurs o tematyce podatkowej przeznaczony dla studentów. Organizowany był od 2005 do 2011 roku przez Deloitte, "Rzeczpospolitą" oraz Interię.
Co roku w konkursie nagrodami były płatne staże oraz nagrody dodatkowe (szkolenia, książki, nagrody rzeczowe), fundowane przez współpracujące z organizatorami firmy.